# Ragazze in uniforme (film 1931)
Ragazze in uniforme (Mädchen in Uniform) è un film del 1931, diretto da Leontine Sagan con la supervisione di Carl Froelich, tratto dall'opera teatrale drammatica Gestern und Heute (''Ieri e oggi'') di Christa Winsloe, dal quale è stata tratta anche una versione nel 1958 ed una nel 2006.
Spesso indicato come il primo film a tema lesbico, il film è stato scritto, diretto ed eseguito interamente da donne e venne distribuito in diverse nazioni tra cui la Romania, il Giappone, la Francia e gli USA (dove però verrà pesantemente censurato). Esce tuttavia anche in Italia - ne scrive, nelle lettere a Carlo Bo, il francesista Gian Antonio Manzi -, riuscendo a superare le maglie della censura fascista.

## Trama
Manuela, una nuova studentessa, arriva in un collegio di sole donne. Siamo a Potsdam, nei primi anni trenta. Nel collegio vige un rigore militaresco: Manuela, ragazza introversa e chiusa, verrà conquistata dalle maniere gentili di una delle insegnanti. La studentessa si innamorerà ben presto di lei, mettendo a soqquadro l'intera disciplina. Durante la recita annuale, Manuela, ubriaca, rivela a tutte le presenti la sua passione per la giovane insegnante. Scoppia uno scandalo. La direttrice ristabilisce l'ordine usando i suoi metodi prussiani oltremodo rigidi. Manuela, sconfortata e afflitta dai sensi di colpa, sale la grande scalinata del collegio, decisa a buttarsi di sotto.

## Produzione
Il film, prodotto dalla Deutsche Film-Gemeinschaft, venne girato a Potsdam, nel Brandenburgo.

## Distribuzione
Il film venne distribuito in Germania dalla Bild und Ton GmbH il 27 novembre 1931. L'anno dopo, esce sottotitolato negli USA, distribuito dalla Filmchoice. Nel 2008, è uscito in Germania un DVD pubblicato dalla Kinowelt Home Entertainment.

### Data di uscita
- Germania: 27 novembre 1931
- Francia: 15 aprile 1932
- Finlandia: 15 maggio 1932
- USA: 20 settembre 1932 (New York City, New York)
- USA: marzo 1981 (Chicago Gay and Lesbian Film Festival)
- Francia: 2 novembre 2008 (Paris Cineffable Film Festival)
- Germania: 2008 DVD

Alias
- Mädchen in Uniform, Germania (titolo originale)
- Dziewczeta w mundurkach, Polonia
- Girls in Uniform (undefined)
- Jeunes filles en uniforme, Francia
- Lányok az intézetben, Ungheria
- Maedchen in Uniform, USA
- Maidens in Uniform
- Muchachas de uniforme, Spagna
- Murrosiässä, Finlandia
- Parthenes en stoli, Grecia
- Piger i uniform, Danimarca
- Ragazze in uniforme, Italia
- Raparigas de Uniforme, Portogallo

## Riconoscimenti
Alla prima edizione della Mostra del cinema di Venezia ottenne un riconoscimento non ufficiale come film di "miglior perfezione tecnica".
Il National Board of Review of Motion Pictures lo indicò fra i migliori film stranieri del 1932.